# My Dog Skip
My Dog Skip (br: Meu Cachorro Skip; pt: Skip, Um Amigo Especial) é um filme americano de 2000, dirigido por Jay Russell.
O roteiro do filme é baseado no livro My Dog Skip, de Willie Morris. O filme estreou em 3 de março de 2000.
Teve um orçamento total estimado de sete milhões de dólares e um retorno de bilheteria nos Estados Unidos de 35 milhões de dólares.

## Sinopse
Willie é um menino que vive numa cidadezinha no estado do Mississippi. Filho de um veterano de guerra e de uma dona-de-casa, Willie é vítima diária de três colegas, que o intimidam na escola. No aniversário de 9 anos ele ganha um cão, comprado por sua mãe contra a vontade de seu pai.  O cãozinho logo se torna conhecido e querido nas redondezas, melhorando o relacionamento de Willie com os demais.

## Elenco
- Frankie Muniz .... Willie Morris
- Diane Lane .... Ellen Morris
- Luke Wilson .... Dink Jenkins
- Kevin Bacon .... Jack Morris
- Bradley Coryell .... Big Boy Wilkinson
- Daylan Honeycutt .... Henjie Henick
- Cody Linley .... Spit McGee
- Caitlin Wachs .... Rivers Applewhite
- Peter Crombie .... Junior Smalls
- Clint Howard ..... Millard
- Mark Beech .... Army Buddy
- Susan Carol Davis .... Mrs. Jenkins
- David Pickens .... Mr. Jenkins
- Lucile Doan Ewing .... tia Maggie
- Nathaniel Lee Jr. .... Sammy